# Not Sorry
Not Sorry este cel de-al doilea single extras de pe albumul Under the Influence, al cântăreței de origine S.U.A., Terra Naomi. 
Not Sorry este singura melodie lansată de Terra Naomi care a câștigat o poziție într-un clasament oficial; locul 53 în topul celor mai difuzate piese din Regatul Unit.